# Szer Szah Suri
Farid ibn Hasan Szer Chan (panował jako Szer Szah Suri określany też jako Władca Tygrys) (ur. 1486 – zm. 22 maja 1545) – był jednym z afgańskich możnych, którzy tworzyli elitę rządzącą w muzułmańskim Sułtanacie Delhijskim w północnych Indiach. Walcząc z Mogołami stworzył imperium rozciągające się od Bengalu po Indus. Pochodził z południowoafgańskiego klanu Suri i pod takim nazwiskiem przeszedł do historii on sam i dynastia, którą wyniósł do rangi panującej.

## Dziedzictwo rodowe Szer Szaha
Rodzina z której pochodził Szer Szah nie mogła poszczycić się wysokim pochodzeniem, choć późniejsi kronikarze nadworni tego władcy starali się przypisać mu królewskie pochodzenie. Dziadek Szer Szaha, Ibrahim był handlarzem koni i wyemigrował z Afganistanu do Indii w nadziei poprawy swego losu. Tam otrzymał od ówczesnego władcy Delhi, Bahlula Chana Lodiego niewielkie nadanie ziemskie – jagir wraz z rangą dowódcy 40 ludzi. Nadanie to odziedziczył jego syn, a ojciec Szer Szaha – Hasan Chan. Hasan zdołał podwyższyć swą pozycję w hierarchii, gdy otrzymał od sułtana w zarząd kilka okręgów w Biharze, które tworzyły jego jagir. Ziemie, które otrzymał Hasan nie były szczególnie urodzajne, ale wraz z nimi otrzymał on rangę dowódcy 500 ludzi, co było już znaczącą pozycją. Szer Szah był najstarszym z ośmiu synów Hasana Chana. Nie miał jednak łatwego dzieciństwa, jako że ojciec pod wpływem swych młodszych żon i konkubin starał się pozbawić najstarszego syna należnego mu dziedzictwa na rzecz jego przyrodnich braci. Po trwających lata sporach zdołał zająć miejsce po swoim ojcu i odsunąć przyrodnich braci w cień.

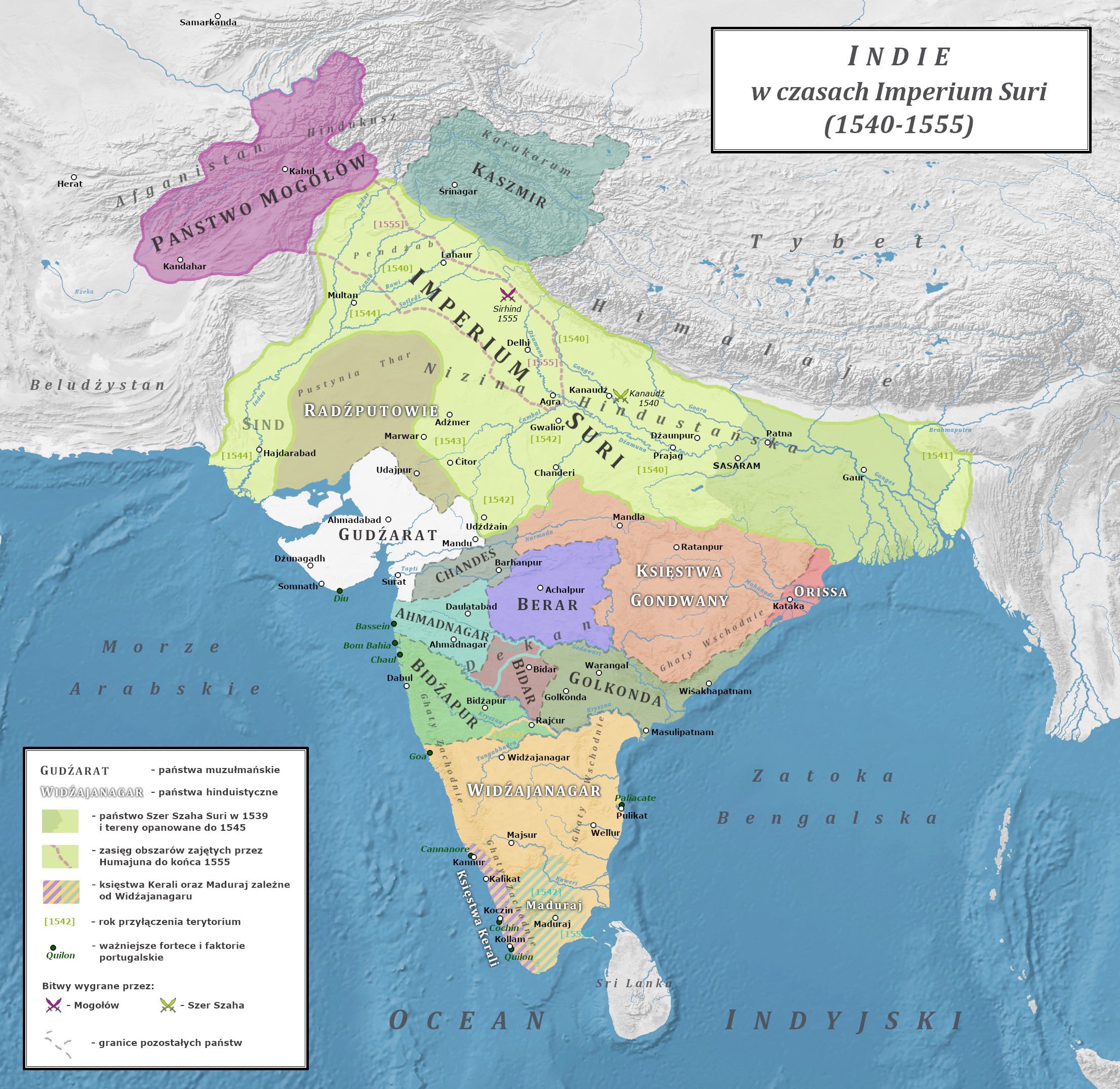
Indie w czasach Imperium Suri (1540-55)

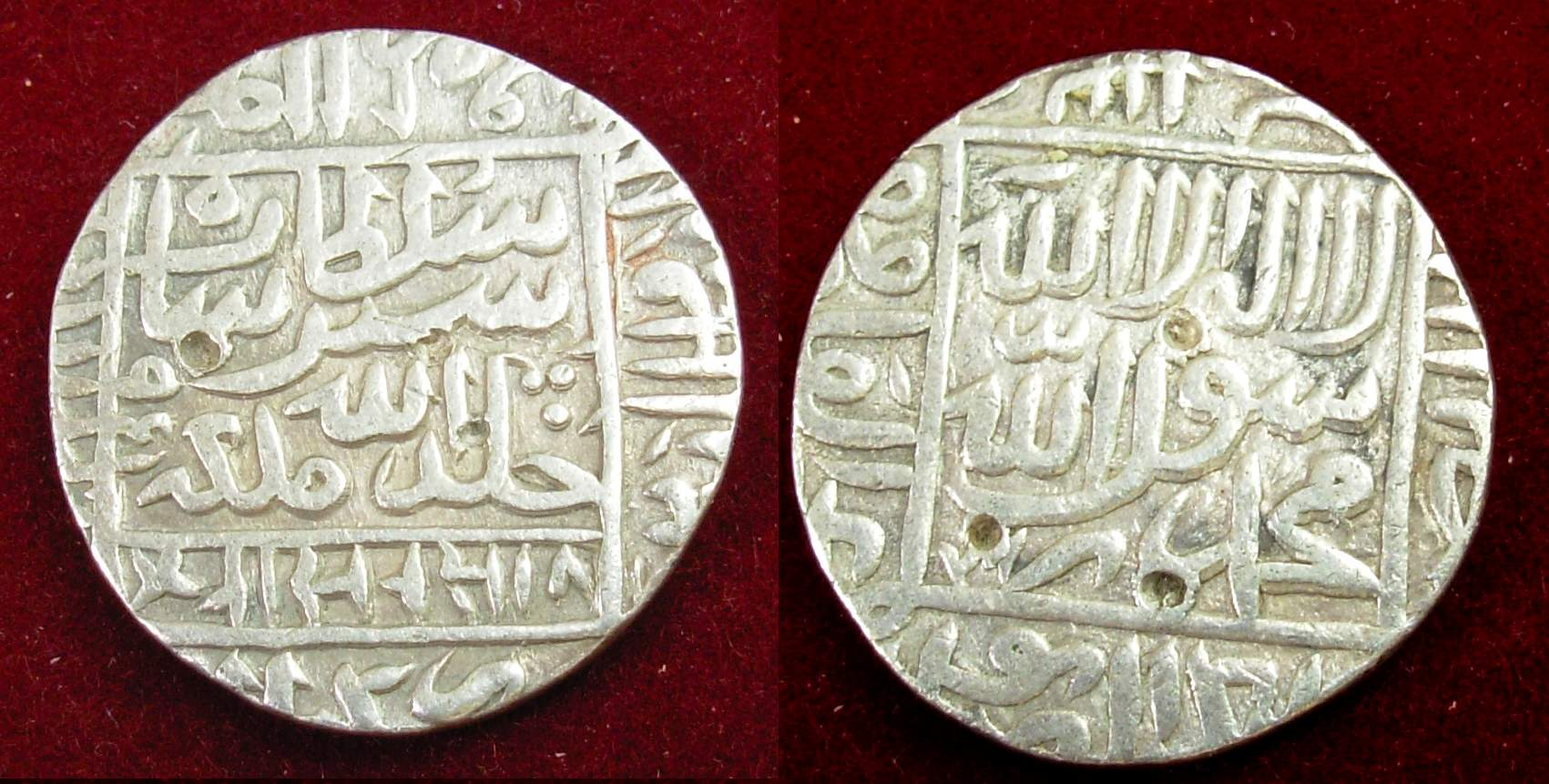
Srebrne rupie Szer Szaha

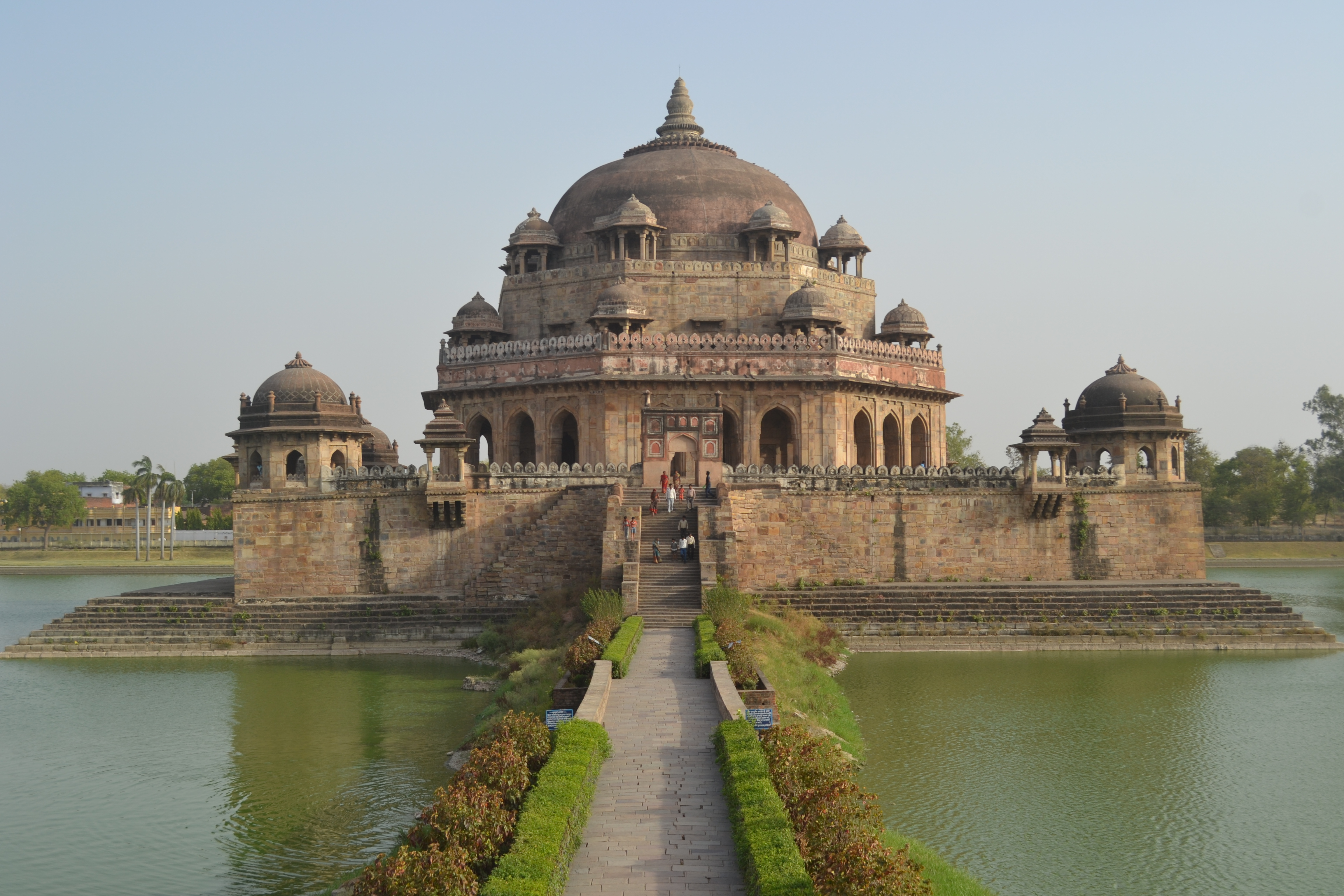
Mauzoleum Szer Szaha w Sasaram

## Twórca imperium
Szer Szah do znaczenia doszedł za panowania jednego z ostatnich sułtanów Delhi – Daulata Chana. Gdy w Indiach zjawił się Babur Szer Chan przeszedł na jego służbę zostając w 1529 roku zarządcą Biharu. Po śmierci padyszacha zaczął umacniać swe pozycje w Biharze i Bengalu łamiąc opór pozostałych afgańskich możnych. Popadł w końcu w otwarty konflikt z następcą Babura – Humajunem. Pokonał go jednak w bitwie pod Ćausą nad brzegami Gangesu (26 czerwca 1539). Umocniwszy się w Bengalu jako udzielny władca przyjął pod koniec tego samego roku tytuł królewski. W początku roku 1540 ruszył na Malwę i tam 17 maja doszło do decydującej bitwy z wojskami Mogoła. Mimo że armia Humajuna była dwukrotnie liczniejsza, nie zdołała stawić czoła dobrze dowodzonym oddziałom Szer Szaha. W ręce zwycięzcy wpadło nie tylko Delhi, ale i cały Pendżab. W 1541 roku Szer Szah musiał tłumić powstanie w Bengalu. Następnie kontynuował podboje zajmując w kolejnych latach Gwalior, Malwę, Marwar, Sind i Multan. Zdobył także Ćitor – najważniejszą twierdzę Radźputów. W 1545 roku podczas zwycięskiego oblężenia Kalańdźary Szer Szah został ranny. Zmarł 22 maja przekazując władzę swojemu drugiemu synowi Dżalal Chanowi, który objął rządy jako Islam Szah Suri. Został pochowany w siedzibie rodowej w Sasaram, gdzie rozkazał wznieść potężne mauzolea dla siebie i swego ojca.

## Reformy Szer Szaha
Szer Szah był utalentowanym władcą. Oprócz zwycięstw na polach bitew zapisał się jako reformator administracji i gospodarki. Niechętni mu historycy muzułmańscy widzieli w nim tylko uzurpatora, szczególnie, że Szer Szah nie był gorliwym sunnitą i był tolerancyjny wobec hindusów. Wprowadził w Bengalu, a potem w całym państwie nowy podział administracyjny, który przejęli później Mogołowie. Podatki były zależne od wysokości plonów, ustalono je na dość niskim poziomie, ale sumiennie przestrzegano ich zbierania. W ciągu kilku lat poprawiło to sytuację w rolnictwie, które pod koniec istnienia Sułtanatu Delhijskiego bardzo podupadło. Szer Szah walczył także z korupcją, urzędnicy państwowi byli przenoszeni z miejsca na miejsce, a niektóre sprawy, w tym sądowe, oddano do rozstrzygania samym wspólnotom wioskowym. Najtrwalszą reformą Szer Szaha było wprowadzenie nowej srebrnej rupii o wadze 180 g, w tym 175 g czystego srebra. Moneta ta utrzymała się pod władzą mogolską i brytyjską aż do 1835 roku. 

## Następcy
Po śmierci Szer Szaha zabrakło jego mocnej ręki i kraj znów pogrążył się w walkach pomiędzy klanami Afganów. Gdy w 1553 roku zmarł Islam Szah, jego syn Firuz został zamordowany przez wuja, który zagarnął władzę i rządził jako Muhammad Adil Szah. Państwo rozpadło się na trzy części, a walki pomiędzy pretendentami pozwoliły na powrót Humajuna, który korzystając z perskiej pomocy odzyskał swe dziedzictwo w Afganistanie i stamtąd bez większego oporu opanował w 1555 roku Pendżab i Delhi. Powrót Wielkich Mogołów oznaczał koniec rządów Afganów. I choć po śmierci Humajuna 26 stycznia 1556 Mogołowie raz jeszcze utracili władzę w Delhi, to już kilka miesięcy później wkroczył tam Akbar – najwybitniejszy władca tej dynastii i właściwy założyciel nowego imperium.